# Paul Rudolph (architekt)
Paul Marvin Rudolph (ur. 23 października 1918 w Elkton, zm. 8 sierpnia 1997 Nowym Jorku) – amerykański architekt.

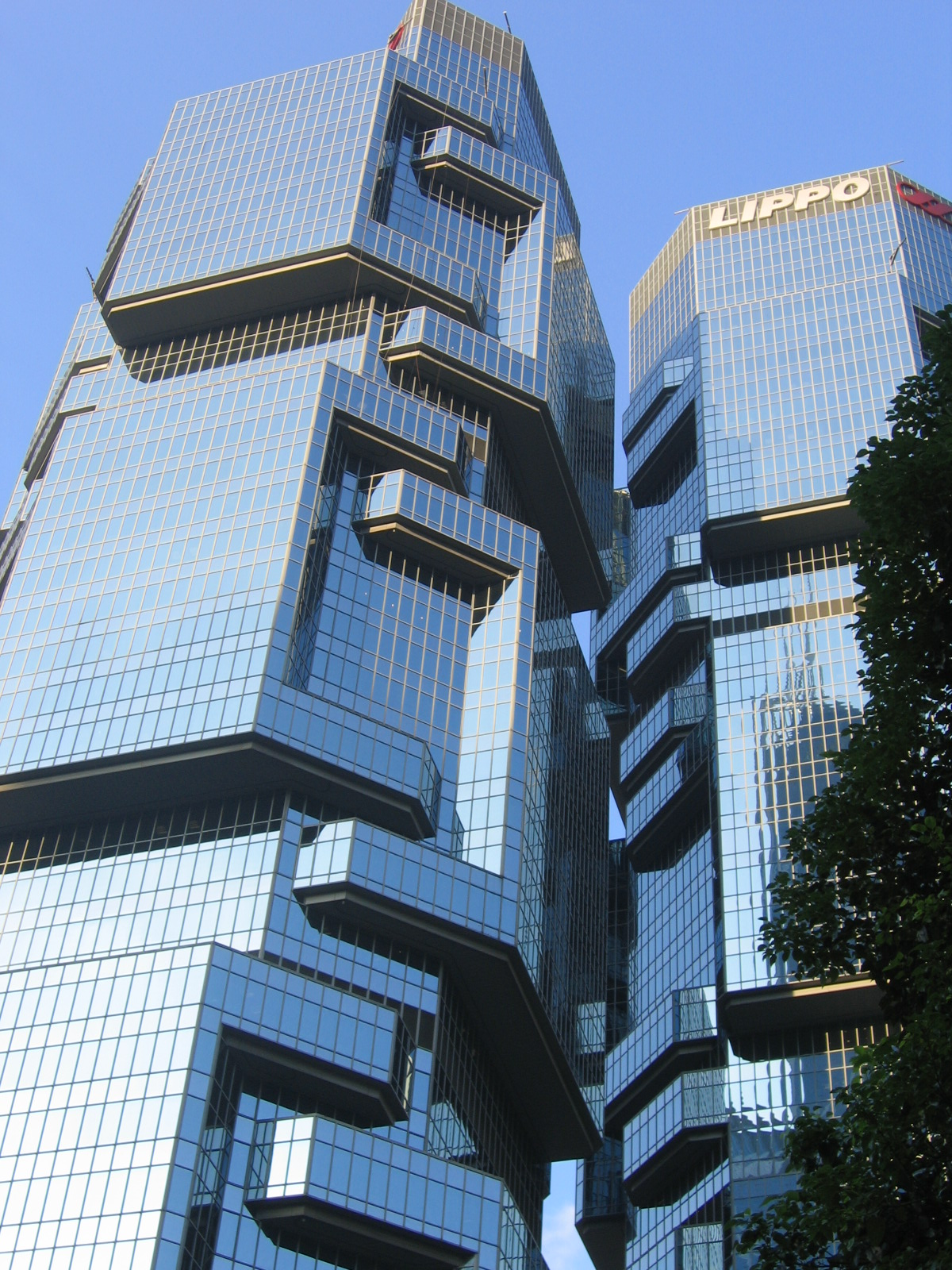
Wieżowce Lippo Centre w Hongkongu

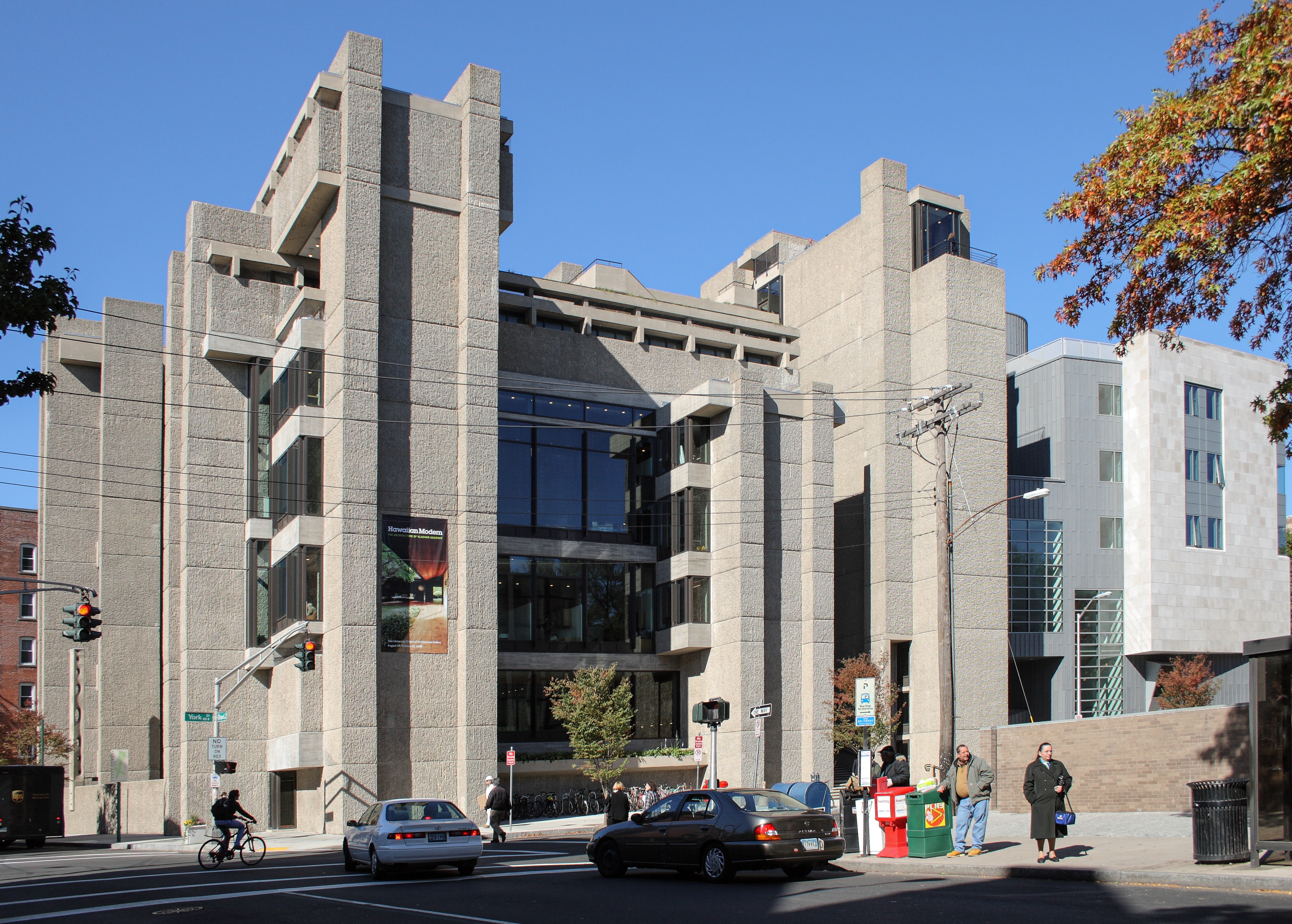
Rudolph Hall Uniwersytetu Yale

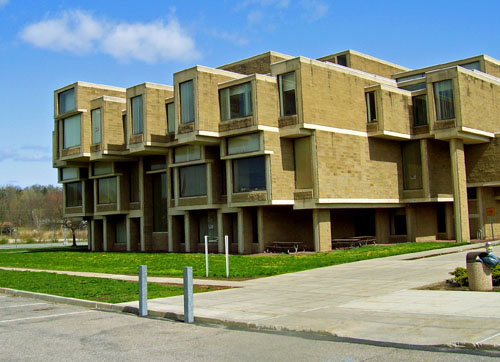
Siedziba władz hrabstwa Orange w Goshen (w stanie Nowy Jork)

Projektował głównie budynki użyteczności publicznej, w tym budynki ośrodków uniwersyteckich. Jego znanym projektem są pawilony Uniwersytetu Yale. Był dziekanem Yale School of Architecture (wydziału Uniwersytetu Yale).